# Учебно скеле
Учебно скеле(на английски: instructional scaffolding) се нарича правилно структурирана основа, необходима на обучаващите се, за усвояването на нови за тях концепции и умения. 

Тази основа може да включва:
- Ресурси
- Интригуващи задачи
- Шаблони и упътвания
- Насока в развиването на когнитивни и социални умения

Тези основи постепенно се премахват, като с течение на времето обучаващите се изграждат собствени навици и умения за учене. Често учителелите помагат в развитието на тези навици чрез насока към подходящи учебни материали, посочване на по-важните неща за научаване или поставяне на ключови въпроси.

## История
Теорията за учебно скеле е представена за пръв път от Джером Брунър, познавателен психолог. Той е използвал термина, за да опише научаването на говорима реч от малките деца. Родителите подпомагат малките деца със стандартни фрази, за да могат те да научат езика. Приказките за лека нощ са класически пример. Макар че Виготски не използва термина, активната подкрепата и процеса на напъстване на малките от възрастните с цел да придобият нови знаия е еквивалентен на „Учебно скеле“. Изграждането на скеле е полезното взаимодействие между възрастните и децата, който позволява на децата да направят нещо невъзможно за тях дотогава. Когато децата могат вече сами да се справят и установят контрол над новата ситуация, нуждата от скеле отпада. По-късно (1983) Казден дефинира Учебно скеле, като „временен кофраж на строяща се конструкция“. Скелето изградено от обучаващия не променя естеството или сложността на задачата, вместо това то дава възможност на ученика успечно да се справи с нея. Идеята за учебно скеле е синтезирана кратко в думите на Виготски: „Това което детето днес прави със съдействие, утре ще може да го прави независимо“.